# Campeonato Mundial de Halterofilismo de 2014 - Até 62 kg masculino
A categoria até 62 kg masculino foi um evento do Campeonato Mundial de Halterofilismo de 2014, disputado no Palácio de Esportes Baluan Sholak, em Almaty, no Cazaquistão, entre 8 e 9 de novembro de 2014. 

## Calendário
Horário local (UTC+6) 
| Dia           | Horário | Fase    |
| ------------- | ------- | ------- |
| 8 de novembro | 09:00   | Grupo D |
| 8 de novembro | 13:00   | Grupo C |
| 9 de novembro | 13:00   | Grupo B |
| 9 de novembro | 19:00   | Grupo A |

## Medalhistas
| Evento    | Ouro             | Ouro   | Prata                 | Prata  | Bronze                     | Bronze |
| --------- | ---------------- | ------ | --------------------- | ------ | -------------------------- | ------ |
| Arranque  | Kim Un-guk (PRK) | 150 kg | Ding Jianjun (CHN)    | 142 kg | Luis Javier Mosquera (COL) | 141 kg |
| Arremesso | Kim Un-guk (PRK) | 175 kg | Eko Yuli Irawan (INA) | 175 kg | Muhammad Hasbi (INA)       | 171 kg |
| Total     | Kim Un-guk (PRK) | 325 kg | Eko Yuli Irawan (INA) | 316 kg | Ding Jianjun (CHN)         | 312 kg |

## Recordes
Antes desta competição, o recorde mundial da prova era o seguinte:
| Recorde         | Tipo      | Atleta            | Peso   | Local   | Data                   |
| Recorde Mundial | Arranque  | Kim Un-guk (PRK)  | 154 kg | Incheon | 21 de setembro de 2014 |
| Recorde Mundial | Arremesso | Le Maosheng (CHN) | 182 kg | Busan   | 2 de outubro de 2002   |
| Recorde Mundial | Total     | Kim Un-guk (PRK)  | 332 kg | Incheon | 21 de setembro de 2014 |

## Resultado
Os resultados foram os seguintes. 
| Pos.              | Atleta                         | Grupo | Peso  | Arranque (kg) | Arranque (kg) | Arranque (kg) | Arranque (kg)     | Arremesso (kg) | Arremesso (kg) | Arremesso (kg) | Arremesso (kg)    | Total |
| Pos.              | Atleta                         | Grupo | Peso  | 1             | 2             | 3             | Resultado         | 1              | 2              | 3              | Resultado         | Total |
| ----------------- | ------------------------------ | ----- | ----- | ------------- | ------------- | ------------- | ----------------- | -------------- | -------------- | -------------- | ----------------- | ----- |
| Medalha de ouro   | Kim Un-guk (PRK)               | A     | 61.79 | 145           | 150           | 150           | Medalha de ouro   | 170            | 174            | 175            | Medalha de ouro   | 325   |
| Medalha de prata  | Eko Yuli Irawan (INA)          | A     | 61.92 | 136           | 136           | 141           | 4                 | 165            | 171            | 175            | Medalha de prata  | 316   |
| Medalha de bronze | Ding Jianjun (CHN)             | A     | 61.62 | 140           | 140           | 142           | Medalha de prata  | 165            | 170            | 173            | 5                 | 312   |
| 4                 | Luis Javier Mosquera (COL)     | A     | 61.42 | 136           | 140           | 141           | Medalha de bronze | 165            | 170            | 174            | 4                 | 311   |
| 5                 | Muhammad Hasbi (INA)           | A     | 61.76 | 130           | 135           | 135           | 7                 | 160            | 168            | 171            | Medalha de bronze | 301   |
| 7                 | Vladimir Urumov (BUL)          | A     | 61.49 | 130           | 133           | 135           | 5                 | 152            | 157            | 157            | 7                 | 290   |
| 8                 | Ahmed Saad (EGY)               | B     | 61.85 | 122           | 122           | 126           | 8                 | 153            | 153            | 156            | 8                 | 282   |
| 9                 | Ion Țărnă (MDA)                | B     | 61.44 | 120           | 125           | 125           | 15                | 150            | 155            | 160            | 6                 | 280   |
| 10                | Thawatchai Phonchiangsa (THA)  | B     | 61.44 | 123           | 123           | 125           | 10                | 151            | 154            | 154            | 9                 | 277   |
| 11                | Abdullatif Al-Abdullatif (KSA) | B     | 61.22 | 119           | 122           | 122           | 19                | 149            | 153            | 153            | 11                | 272   |
| 12                | Gergely Soóky (HUN)            | B     | 61.64 | 113           | 118           | 118           | 22                | 150            | 154            | 160            | 10                | 272   |
| 13                | Michael Di Giusto (ITA)        | C     | 61.85 | 113           | 117           | 120           | 17                | 147            | 152            | 157            | 12                | 272   |
| 14                | Derrick Johnson (USA)          | C     | 62.00 | 118           | 118           | 122           | 13                | 145            | 150            | 155            | 14                | 272   |
| 15                | Florin Croitoru (ROU)          | B     | 61.91 | 120           | 124           | 126           | 9                 | 140            | 145            | 147            | 19                | 271   |
| 16                | Mahmoud Al-Humayd (KSA)        | C     | 61.87 | 118           | 121           | 122           | 24                | 140            | 147            | 150            | 13                | 268   |
| 17                | Rustam Imanzade (AZE)          | C     | 60.99 | 115           | 120           | 122           | 14                | 143            | 147            | 152            | 15                | 267   |
| 18                | Ghenadie Dudoglo (MDA)         | B     | 61.60 | 123           | 127           | 127           | 12                | 143            | 147            | 148            | 21                | 266   |
| 19                | Kao Chan-hung (TPE)            | D     | 61.95 | 115           | 120           | 120           | 18                | 135            | 140            | 145            | 20                | 265   |
| 20                | Ramini Shamilishvili (GEO)     | C     | 61.66 | 115           | 118           | 120           | 23                | 140            | 143            | 146            | 16                | 264   |
| 21                | Daniel Vizitiu (ROU)           | B     | 61.75 | 120           | 125           | 125           | 16                | 143            | 147            | 147            | 22                | 263   |
| 22                | Emrah Aydın (TUR)              | C     | 61.60 | 115           | 120           | 120           | 26                | 145            | 145            | 150            | 18                | 260   |
| 23                | Souhail Mairif (ALG)           | C     | 61.98 | 110           | 116           | 120           | 25                | 140            | 140            | 145            | 27                | 256   |
| 24                | Iván García (ESP)              | D     | 61.60 | 100           | 115           | 118           | 27                | 135            | 140            | 145            | 25                | 255   |
| 25                | Rustam Sarang (IND)            | D     | 61.78 | 110           | 115           | 117           | 28                | 140            | 145            | 146            | 26                | 255   |
| 26                | Pongsakorn Nondara (THA)       | D     | 61.50 | 107           | 110           | 112           | 31                | 138            | 140            | 143            | 24                | 252   |
| 27                | Adkhamjon Ergashev (UZB)       | D     | 61.95 | 108           | 111           | 114           | 30                | 127            | 127            | 127            | 30                | 241   |
| 28                | Charles Ssekyaaya (UGA)        | D     | 61.49 | 95            | 100           | 100           | 32                | 125            | 130            | 135            | 29                | 230   |
| —                 | Yoichi Itokazu (JPN)           | B     | 61.78 | 127           | 130           | 132           | 6                 | 160            | 160            | 160            | —                 | —     |
| —                 | Arthouros Akritidis (GRE)      | B     | 61.55 | 117           | 123           | 125           | 11                | 152            | 152            | 153            | —                 | —     |
| —                 | Bekzat Osmonaliev (KGZ)        | B     | 61.32 | 117           | 119           | 124           | 20                | 143            | 143            | 143            | —                 | —     |
| —                 | Enkhjargalyn Mönkhdöl (MGL)    | D     | 61.84 | 119           | 119           | 119           | 21                | 147            | 147            | 147            | —                 | —     |
| —                 | Jesús López (VEN)              | D     | 61.95 | 110           | 115           | —             | 29                | 146            | 146            | 146            | —                 | —     |
| —                 | Gareth Evans (GBR)             | D     | 61.78 | 118           | 118           | 118           | —                 | 146            | 151            | 151            | 17                | —     |
| —                 | Yosuke Nakayama (JPN)          | C     | 61.76 | 122           | 122           | 122           | —                 | 142            | 146            | 146            | 23                | —     |
| —                 | Emanuel Lushi (ALB)            | D     | 61.65 | 113           | 113           | 113           | —                 | 130            | 135            | 141            | 28                | —     |
| —                 | Óscar Figueroa (COL)           | A     | 61.80 | 135           | 135           | 135           | —                 | —              | —              | —              | —                 | —     |
| —                 | Bünyamin Sezer (TUR)           | A     | 61.93 | 135           | 135           | 135           | —                 | —              | —              | —              | —                 | —     |
| —                 | Ivaylo Filev (BUL)             | A     | 61.60 | 135           | 135           | 135           | —                 | 162            | —              | —              | —                 | —     |
| DSQ               | Stanislau Chadovich (BLR)      | A     | 61.66 | 131           | 135           | 137           | —                 | 151            | 156            | 159            | —                 | —     |